# NGC 1887
NGC 1887 je otvoreni skup u zviježđu Zlatnoj ribi. 

## Vanjske poveznice
- SEDS: NGC 1887